# Henry Fox (kapellmästare)
Henry Fox, född 31 juli 1919 i Annedal, död 6 mars 1998 i Oscars församling i Stockholm, var en svensk musiker och kapellmästare. Han tog även ingenjörsexamen. Som kompositör använde han oftast pseudonymer, till exempel Ture Blank och Boy Renard. Ibland använde han sin fars efternamn och kallade sig Henry Fuchs.
Fox var upphovsman till cirka 500 kompositioner, varav dragspelslåten "Solglitter" är den kanske mest kända. Han skrev även schlagertexter, bland annat "Den som glad är" (Everybody Loves a Lover). Som kapellmästare ledde han grupper som Henry Fox Trio, Henry Fox orkester, Henry Fox och hans Foxterrier. Han samarbetade ofta med dragspelaren Ebbe Jularbo och ingick i Jularbo J:rs trio. Samarbetet med Ebbe Jularbo fortsatte in på 1960-talet när de båda knöts till Radio Nord. Fox blev stationens producent och skapare av många av de jinglar som användes för att ge personlig identitet åt radiostationen. Han kom även med idéer till många reklamjinglar, till exempel för radioaffärskedjorna Broddmans och Landerö, dricksglaset Duralex m.fl. Oftast skrev han både text och melodi, men ibland lånade han välkända melodier och satte svensk text. För sångkörinsatser på jinglarna anlitades den tidens största studiokörsångare och studiomusiker, bland annat Svante Thuresson, Pia Lang, Lasse Bagge, Berndt Öst och Tosse Bark. Fox hade dessutom en utmärkt radioröst och hördes ibland som presentatör i programmen.
Henry Fox var under några år på 1950-talet kapellmästare på Svenska Amerika Liniens fartyg, bland annat vid den dramatiska händelsen den 25 juli 1956, då M/S Stockholm på väg till New York kolliderade med det italienska fartyget S/S Andrea Doria och 51 personer omkom.